# Завалишин Анатолій Павлович
Анатолій Павлович Завалишин (24 серпня 1933 — 2 травня 2011) — український громадський діяч, організатор випробувань і запусків ракетно-космічної техніки, заступник начальника космодрому Байконур (1986–1988), генерал-майор, лауреат Державної премії СРСР (1981), Президент Федерації космонавтики України (1991–2001), ініціатор підготовки та співавтор Першої Національної космічної програми України.

## Біографія
Народився 24 серпня 1933 року в місті Лохвиці Полтавської області. У 1957 році закінчив Харківське вище авіаційне інженерне училище ВПС.
З 1957 працював на космодромі Байконур.
У 1957–1959 — на наземних вимірювальних пунктах; У 1959 1986 — працював у випробувальному управлінні космодрому, інженером, старшим інженером, начальником лабораторії, начальником відділу, заступником начальника управління, начальником управління. З 1986 по 1988 рр. — Заступник начальника космодрому з науково-дослідної та дослідно-випробувальної роботи.
Учасник космічних запусків понад 300 космічних апаратів — перших штучних супутників Землі, перших космічних кораблів, орбітальних і міжпланетних станцій, супутників зв'язку і телемовлення і спеціального призначення, космічного літака «Буран». Брав участь у забезпеченні 90 пусків міжконтинентальних балістичних ракет Сергія Корольова, Володимира Челомея, 266 пусків космічних ракет-носіїв Сергія Корольова, Володимира Челомея, Михайла Янгеля, Володимира Уткіна, Валентина Глушко, в тому числі 51 раз був керівником бригади випробувачів — «стріляючим».
З 1992 по 1997 рр. — працював в Національному космічному агентстві України, а з 1993 року — начальником управління космічних програм, ініціатор підготовки та співавтор Першої Національної космічної програми України. З 1997 по 2001 рр.. — радник директора Інституту космічних досліджень НАН України-НКАУ.
З 1991 по 2001 рр. — очолював Федерацію космонавтики Україні, а у 2002–2007 рр.. — Віце-президент Аерокосмічного товариства України.
Помер 2 травня 2011 року, похований в Києві на Байковому кладовищі.

## Автор праць
Написав понад 10 книг з історії космонавтики.
- Байконурские университеты: записки ветерана-испытателя. Машиностроение, 1999–205 стор.
- Сквозь пространство и время: записки ветерана космодрома Байконур / А. П. Завалишин; сост. Б. В. Журахович, А. П. Завалишин. — Дніпропетровськ : Дніпрокнига, 1997. — 346 с. — ISBN 5-89975-085-5